# Contratto del secolo

Contratto del Secolo, Palazzo Gulustan

Il Contratto del Secolo (in azero Əsrin müqaviləsi), così definito per la sua rilevanza economica e politica, fu firmato il 20 settembre 1994 presso il palazzo "Gulustan" a Baku, capitale dell'Azerbaigian, tra il governo azero e 13 importanti compagnie petrolifere, rappresentanti otto diversi Paesi. Si tratta di un contratto internazionale di vasta portata, volto allo sviluppo congiunto di tre giacimenti petroliferi: "Azeri", "Chirag" e "Guneshli", situati nel settore meridionale offshore del Mar Caspio, a circa 90 km a est di Baku.
Il Contratto del Secolo è annoverato tra i più rilevanti accordi del suo genere, sia per l'entità delle riserve di idrocarburi coinvolte, sia per il volume complessivo degli investimenti previsti.

## Partecipanti
Le 13 aziende coinvolte nel contratto erano: Amoco, BP, McDermott, Unocal, SOCAR, Lukoil, Statoil, Exxon, Turkish Petroleum, Pennzoil, Itochu, Remco e Delta. Queste compagnie rappresentavano otto diversi Paesi: Azerbaigian, USA, Regno Unito, Russia, Turchia, Norvegia, Giappone e Arabia Saudita. Il "Contratto del Secolo" ha favorito la stipula di altri 26 accordi successivi, che hanno coinvolto 41 compagnie petrolifere provenienti da 19 Paesi del mondo.

## Base giuridica
Dopo la firma del contratto, i partecipanti hanno istituito un Comitato Direttivo, l’Azerbaijan International Operating Company (AIOC), e un Consiglio Consultivo, entrambi operativi dopo aver ottenuto l'autorizzazione legale attraverso la firma di un decreto speciale, emanato il 2 dicembre 1994 dal Presidente dell'Azerbaigian.
A seguito della ratifica da parte del Milli Majlis (Parlamento) della Repubblica dell'Azerbaigian, il 12 dicembre 1994, il contratto è entrato in vigore, acquisendo piena efficacia legale.

## Sviluppo economico
La firma del "Contratto del Secolo" ha dato un contributo significativo al rafforzamento del prestigio internazionale e della stabilità del regime politico dell'Azerbaigian, favorendo al contempo lo sviluppo economico del Paese e rendendolo un importante esportatore di petrolio. Ha inoltre posto le basi per una collaborazione solida e reciprocamente vantaggiosa con i Paesi delle società firmatarie, consolidando la posizione geopolitica dell'Azerbaigian e accelerandone l'integrazione nell'economia mondiale. Si stima che i profitti generati dal progetto abbiano superato i 100 miliardi di dollari, dei quali circa l'80% destinati all'Azerbaigian.
L'Azerbaigian è diventato un Paese di riferimento nella regione del Caucaso meridionale e ha avviato il processo di diversificazione della propria economia, sostenuto dalla crescita derivante dalle esportazioni di petrolio.